# بيرثولد ألبرشت
بيرثولد ألبرشت (بالألمانية: Berthold Albrecht)‏ هو رائد أعمال ألماني، ولد في 14 أغسطس 1954 في إسن في ألمانيا، وتوفي بنفس المكان في 21 نوفمبر 2012 بسبب سرطان.